# Иаков (патриарх Константинопольский)
Иаков (греч. Αθανάσιος Δ; XVII век, Хиос — 1700, Молдавия) — патриарх Константинопольский, который занимал пост на протяжении девяти лет (10 августа 1679 — 30 июля 1682,  20 марта 1685 — март 1686, 12 октября 1687 — 3 марта 1688).
Предшественником патриарха Иакова был патриарх Афанасий IV, а преемником был патриарх Каллиник II.

## Биография
Иаков родился на острове Хиос. До вступления на Патриарший престол Иаков занимал пост митрополита Ларисского. 10 августа 1679 года Иаков был избран патриархом, интронизация состоялась 14 августа. В период его первого Патриаршества в апреле 1680 года был издан праксис об избрании и хиротонии митрополиту Филадельфийскому и проэдру Венеции Герасиму Влахосу.
В том же году Иаков присоединил к митрополии Неокесарии Патриаршую экзархию Ионополь. В 1682 году Иаков объединил митрополии Визии и Мидии. Тогда же Иаков утвердил постановление, принятое еще его предшественником Афанасием IV, о присоединении к Деркской митрополии округа церкви святого Стефана.
30 июля 1682 года Иаков был вынужден уступить Патриаршество Дионисию IV, в третий раз взошедшему на Патриарший престол. Иаков занял пост митрополита Хиосского. Во второй раз Иаков был избран патриархом 20 марта 1685 года, наречен 18 апреля того же года.
В феврале 1686 года издал грамоту, подтверждавшую юрисдикцию Иерусалимской Церкви над монастырём великомученицы Екатерины на Синае и осуждавшую архиепископа Ананию Синайского за ношение во время богослужения митры и патриаршего облачения. Иаков снял с православных жителей Афин епитимию, наложенную на них Патриархией за восстание против турецкого правительства в 1686 году.
Второе патриаршество Иакова было недолгим из-за интриг низложенного патриарха Дионисия IV и его сторонников. После оставления престола Иаков, опасаясь нападения противников, укрылся на некоторое время в доме французского посла в Константинополе. Поздней осенью 1678 года он встретился в Филиппополе с великим везиром и уговорил его помочь вернуться на престол.
12 октября 1687 года он стал патриархом, однако уже 3 марта 1688 года удалился в Молдавию, где и скончался 1700 году.
Иаков был похоронен в монастыре Голия в Яссах.